# Парламент Шкотске
Парламент Шкотске (шкот. Parliament of Scotland, шкотгел. Pàrlamaid na h-Alba) био је законодавно тијело Краљевине Шкотске. Парламент, као и други институције, развиле су из током средњег вијека из краљевог савјет бискупа и грофова. Као парламент по први пут је препознат 1235. године, током владавине Александра II, када је описан као colloquium и већ је имао политичку и правосудну улогу. До почетка 14. вијека, присуство витезова и слободних посједника постало је важно, а присуствовало је 1326 заступника из краљевских градова. Сачињен од „три сталежа” — свештенства, племства и краљевских градова — који су се састајали у једном вијећу, парламет је давао сагласност за подизање пореза и одиграо је важну улогу у спровођењу судства, спољне политике, ратова и сви другим питањима везаним за законодавство. Парламентарне послове су вршиле и „сестринске” институције, као што су Генерални савјет и Конвенција сталежа. Оне су могле да обаве многе послове којима се бавио и парламент — порези, законодавство и доношење закона — али им је недостојао крајњи ауторитет пуног парламента.
Парламент Шкотске се састајао више од четири стољећа, све до проглашења sine die за вријеме Закона о Унији из 1707. године. Послије тога Парламент Велике Британије је дјеловао и за Енглеску и Шкотску до стварања уједињене Краљевине Велике Британије 1. маја 1707. године. Када је Парламент Ирске укинут 1801. године, његови виши чланови су спојени са оним што данас зовемо Парламент Уједињеног Краљевства. Од јануара 1801. до 1927. године, званичан назив државе је био Уједињено Краљевство Велике Британије и Ирске (иако је Ирска Слободна Држава настала у децембру 1922. године).
Парламент до стварања Уније дуго је представљан као уставно непотпуно тијело које је служило само као печат за краљевске одлуке, али су истраживања током раног 21. стољећа открила да је имао активну улогу у шкотским пословима, а понекад је био и сметња за шкотску круну.